# Jarmila Hašková

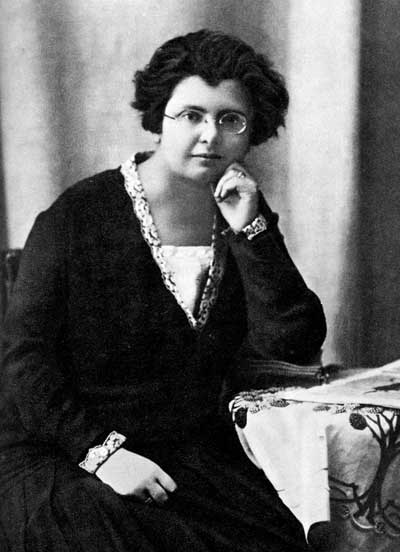
Jarmila Hašková

Jarmila Hašková (geborene Mayerová; * 28. Juni 1887 in Prag; † 20. September 1931 ebenda) war eine tschechische Journalistin, Prosaistin und Ehefrau des Schriftstellers Jaroslav Hašek. Im Jahr 1912 gebar sie den gemeinsamen Sohn Richard Hašek.
Hašková schrieb humoristische Geschichten und war Autorin von Romanen und Büchern für Kinder und Jugendliche. Sie verfasste auch eine Biografie über ihren Mann und übersetzte Erich Kästners Emil und die Detektive ins Tschechische.